# Mohini
Mohini (sanskrit : मोहिनी, Mohinī) est l'un des 25 avatars de Vishnou mentionnés dans les Purana, et son seul avatar féminin. L'histoire centrale, ou lila, concernant Mohini, est le barattage de la mer de lait, le samudra mathan.
Cet épisode fort connu implique Indra, Lakshmi, Dhanvantari (le médecin des dieux, qui apporta l' amrita), Vishnou, et de nombreux autres dieux.
Cette lila décrit le conflit qui oppose les Daitya (démons) et les Aditya (dieux), dans leur quête de l' amrita.

## Signification
Dans la culture Baiga de l'Inde centrale, le mot mohini signifie "magie érotique" ou "charme érotique",.
Dans la tradition culturelle de l'Inde, le nom Mohini a également une connotation implicite en rapport avec "l'essence de la beauté féminine et de l'attrait séducteur des femmes".